# IC 5232
IC 5232 је спирална галаксија у сазвјежђу Индијанац која се налази на листи објеката дубоког неба у Индекс каталогу.
Деклинација објекта је - 68° 52' 17" а ректасцензија 22h 37m 38,3s. Привидна величина (магнитуда) објекта IC 5232 износи 14,6 а фотографска магнитуда 15,4. IC 5232 је још познат и под ознакама ESO 76-20, PGC 69358.